# 鲁万维尔 (厄尔-卢瓦省)
鲁万维尔（法語：Roinville，法語發音：[ʁwɛ̃vil] ⓘ）是法国厄尔-卢瓦省的一个市镇，属于沙特尔区。

## 地理
鲁万维尔（48°26'43"N, 1°44'54"E）面积6.83 平方千米，位于法国中央-卢瓦尔河谷大区厄尔-卢瓦省，该省份为法国北部内陆省份，北起顺时针与厄尔省、伊夫林省、埃松省、卢瓦雷省、卢瓦-谢尔省、萨尔特省和奧恩省接壤。
与鲁万维尔接壤的市镇（或旧市镇、城区）包括：欧奈苏索诺、圣莱热德索贝、贝维尔勒孔特、欧诺-布勒里-圣桑福里安。

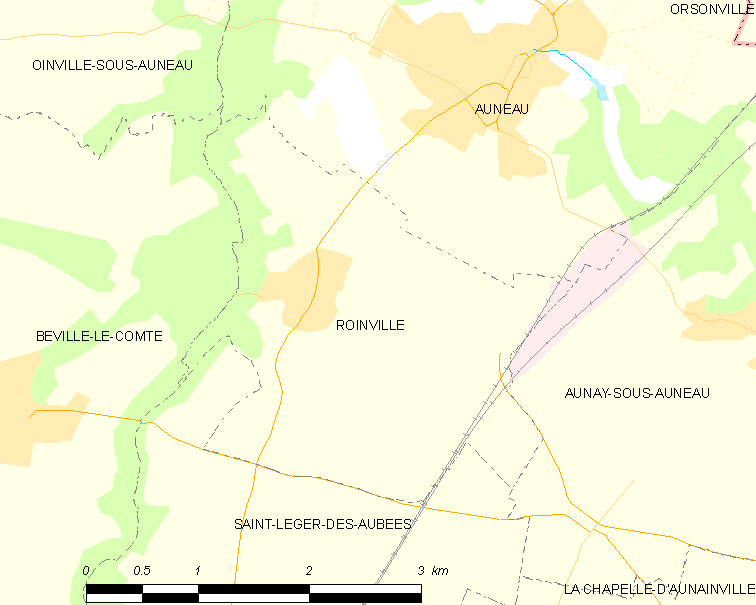
的OSM定位图

鲁万维尔的时区为UTC+01:00、UTC+02:00（夏令时）。

## 行政
鲁万维尔的邮政编码为28700，INSEE市镇编码为28317。

## 政治
鲁万维尔所属的省级选区为欧诺县。

## 人口

1962-2008年间人口变化图示

鲁万维尔于2022年1月1日时的人口数量为582人。